# Tsushimasundet

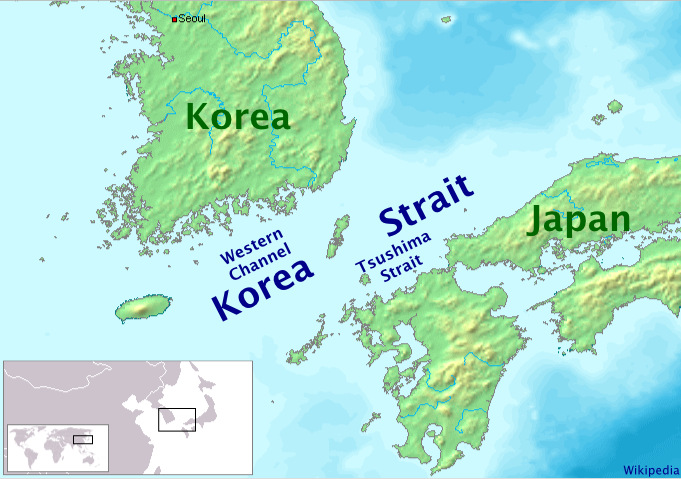
Tsushimasundet är den östra delen av Koreasundet.

Tsushimasundet (対馬海峡 Tsushima Kaikyō?) är Koreasundets östra del och är belägen mellan Korea och Japan. Sundet förbinder Japanska havet och Östkinesiska sjön.